# Anna Kolbrún Árnadóttir

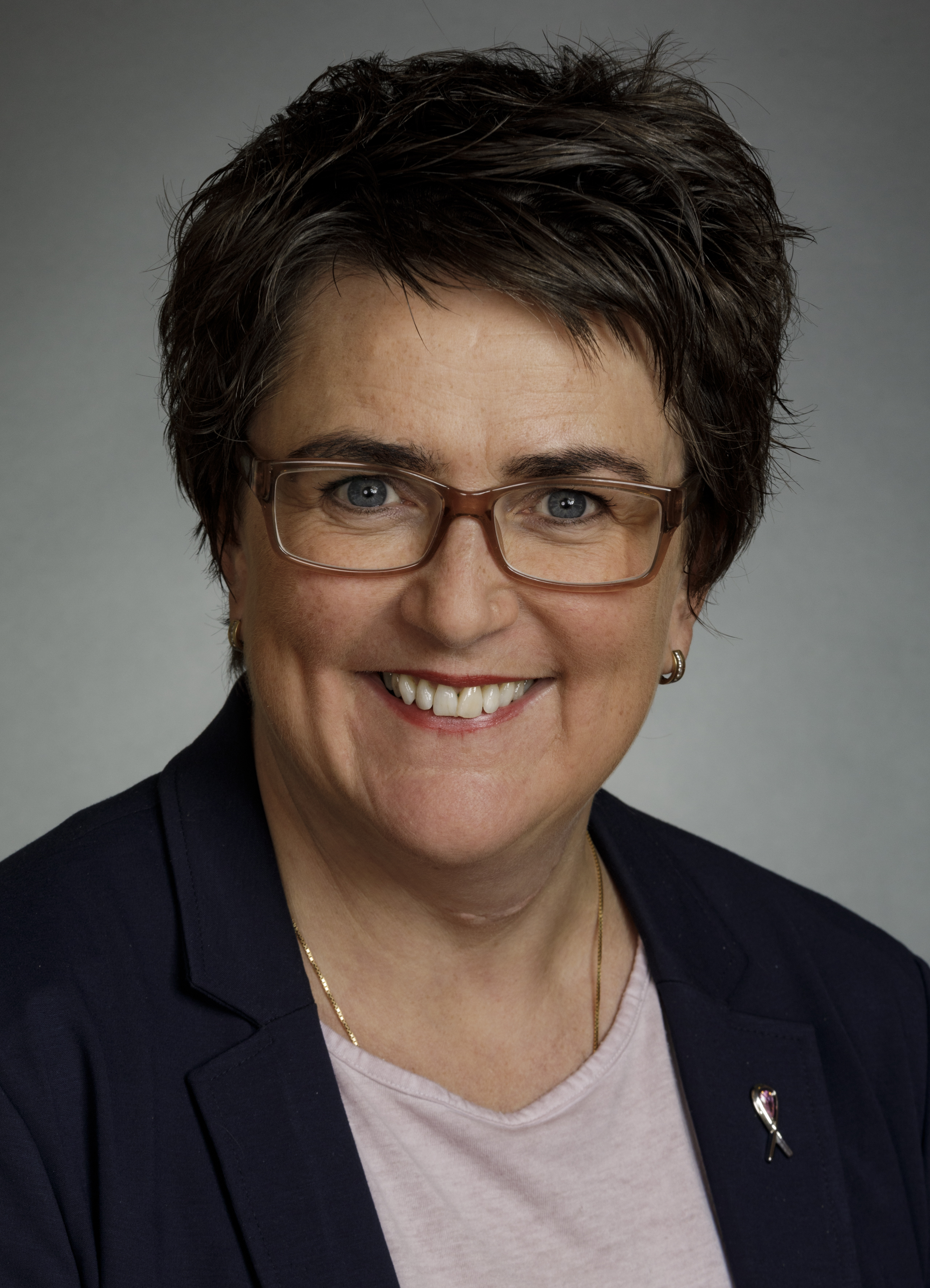
Anna Kolbrún Árnadóttir, 2017

Anna Kolbrún Árnadóttir (* 16. April 1970 in Akureyri; † 9. Mai 2023) war eine isländische Politikerin der Zentrumspartei. Sie gehörte von 2017 bis 2021 dem isländischen Parlament Althing an.

## Leben
Die ausgebildete Krankenpflegerin Anna Kolbrún war zunächst in diesem Beruf tätig, unter anderem im dänischen Odense, dann nach entsprechenden Weiterbildungen in der Sonderpädagogik. 2010 erhielt sie einen M.Ed. mit Spezialisierung Sonderpädagogik von der Universität Akureyri.
Anna Kolbrún Árnadóttir gehörte vor ihrem Wechsel zur Zentrumspartei der Fortschrittspartei an und trat bei der Parlamentswahl in Island 2013 im Nordöstlichen Wahlkreis für einen Sitz im isländischen Parlament Althing an, wurde jedoch nicht gewählt. Sie hatte in dieser Partei unter anderem das Amt der Gleichstellungsbeauftragten inne und war Vorsitzende der Frauenorganisation Landssamband Framsóknarkvenna. Im September 2017 trat sie von allen Parteiämtern zurück. Sie begründete dies damit, dass in der Fortschrittspartei in den letzten Jahren falsche Entscheidungen getroffen worden seien, und kritisierte die ein Jahr zuvor erfolgte Abwahl von Sigmundur Davíð Gunnlaugsson als Parteipräsident, dessen Verdienste um die Partei und das Land zu wenig gewürdigt worden seien.
Zur Parlamentswahl vom 28. Oktober 2017 trat Anna Kolbrún erfolgreich als Kandidatin der von Sigmundur Davíð Gunnlaugsson gegründeten Zentrumspartei an und war seither Abgeordnete des Althing für den Nordöstlichen Wahlkreis. Mit Stand von Ende 2017 gehörte sie dem parlamentarischen Ausschuss für Justizangelegenheiten und Bildung sowie dem Ausschuss für Wohlfahrt an und war Mitglied der isländischen Delegation im Nordischen Rat. Bei der Parlamentswahl in Island 2021 stand Anna Kolbrún Árnadóttir im Nordöstlichen Wahlkreis auf dem zweiten Listenplatz nach Sigmundur Davíð Gunnlaugsson, konnte ihren Sitz im Althing aber nicht halten.
Sie starb am 9. Mai 2023 im Alter von 53 Jahren.